# Vernègues
Vernègues é uma comuna francesa na região administrativa da Provença-Alpes-Costa Azul, no departamento de Bouches-du-Rhône. Estende-se por uma área de 15,89 km². Em 2010 a comuna tinha 1 975 habitantes (densidade: 124,3 hab./km²).